# Hurry Up, We're Dreaming
Albums de M83
Saturdays = Youth
(2008) Junk
(2016)
Singles
1. Midnight City
Sortie : 16 août 2011
2. Reunion
Sortie : 5 février 2012
3. OK Pal
Sortie : 30 juillet 2012
4. Steve McQueen
Sortie : 27 novembre 2012
5. Wait
Sortie : 5 décembre 2012

Hurry Up, We're Dreaming est le 6e album studio du groupe français de musique électronique M83, ainsi que son premier double album, sorti le 18 octobre 2011 sous le label Naïve Records en France et sous le label Mute Records aux États-Unis,. L'album est produit par Justin Meldal-Johnsen et reçoit globalement des critiques positives,. L'album est classé dans la liste des meilleurs albums des années 2010 par Pitchfork en octobre 2019 à la 134e place.

## Contexte et enregistrement
Avant d'enregistrer Hurry Up, We're Dreaming, le leader de M83, Anthony Gonzalez, a quitté la France pour Los Angeles, aux États-Unis. Décrivant le déménagement dans une interview, Gonzalez a déclaré : « Ayant passé 29 ans de ma vie en France, j'ai déménagé en Californie un an et demi avant la réalisation de cet album et j'ai été excité et inspiré par tant de choses différentes : par le paysage, par le mode de vie, par les spectacles en direct, par les films, par les voyages en voiture que j'ai faits seul... Je me sentais revivre et c'est, je pense, quelque chose que vous pouvez entendre sur l'album. » Gonzalez a tourné avec The Killers, Depeche Mode et Kings of Leon avant d'enregistrer, ce qui a influencé l'album,. De plus, il a été influencé par ses voyages en voiture au parc national de Joshua Tree.
Gonzalez a cité l'ambition d'albums tels que Mellon Collie and the Infinite Sadness des Smashing Pumpkins comme raison pour laquelle Hurry Up, We're Dreaming a fait un double album. Il a décrit les deux disques comme frère et sœur, chaque piste ayant un frère sur l'autre disque.
Gonzalez a créé l'album pour se souvenir de son enfance. Gonzalez a expliqué à Spin que Hurry Up, We're Dreaming concerne « principalement les rêves, comment tout le monde est différent, comment vous rêvez différemment quand vous êtes un enfant, un adolescent ou un adulte. J'en suis vraiment fier. Si tu fais un très long album, toutes les chansons doivent être différentes et je pense que je l'ai fait avec celui-ci. » Dans une interview avec musicOMH, il a décrit l'album comme « un reflet de mes 30 ans en tant qu'être humain » et quelque chose qu'il s'est dédié.
L'album a été enregistré à Los Angeles au Sunset Sound et à la Sound Factory. En raison de contraintes budgétaires et de problèmes syndicaux, les joueurs de cordes et de cuivres qui ont contribué à l'album n'ont pas été payés et ont été crédités de pseudonymes. L'album contient des contributions de Brad Laner de Medecine et Zola Jesus.

## Style
Anthony Gonzalez a comparé le son de Hurry Up, We're Dreaming à deux de ses albums précédents, le décrivant comme un mélange entre la synth-pop utilisée sur Saturdays = Youth (2008) et l'ambient de Before the Dawn Heals Us (2005). L'album comprend des instruments précédemment inutilisés par M83, tels que la guitare acoustique, la flûte et le saxophone. Les critiques ont noté les influences musicales des artistes des années 1980, notamment Kraftwerk, Simple Minds, Peter Gabriel et Harold Faltermeyer, ainsi que le groupe de synth-pop Cut Copy,,.

## Parution
Hurry Up, We're Dreaming est annoncé pour la première fois le 23 juin 2011 dans une vidéo YouTube intitulée "Echoes ...", qui annonçait également les dates d'une tournée nord-américaine,. Le premier single de l'album, Midnight City, est dévoilée en ligne le 19 juillet 2011, et est officiellement sorti le 16 août 2011. Le 10 octobre 2011, l'album est devenu disponible pour être diffusé dans son intégralité sur le site Web d'Urban Outfitters. Urban Outfitters a également organisé une soirée d'écoute simultanée dans tous ses magasins le samedi précédant la sortie de Hurry Up, We're Dreaming. Le 17 octobre 2011, le clip de "Midnight City" est sorti.
L'album est sorti le 18 octobre 2011, chez Naïve Records en France et chez Mute Records aux États-Unis,. Le 30 mai 2012, un clip du deuxième single de l'album, Reunion, est sorti. La vidéo fait suite au clip vidéo Midnight City. M83 a sorti un clip pour Steve McQueen le 25 octobre 2012. Le 5 novembre 2012, une édition de luxe de trois disques contenant des remix de Midnight City, Reunion et Steve McQueen a été annoncée. Le 5 décembre 2012, un clip vidéo pour Wait est sorti. La dernière chanson de l'album, Outro a été utilisé dans la bande-annonce étendue du film Cloud Atlas de 2012 ainsi que dans d'autres bandes-annonces et films au cours des années suivantes.

## Critiques

### Magazines
| Publication | Pays       | Magazines                       | Année | Rang |
| ----------- | ---------- | ------------------------------- | ----- | ---- |
| eMusic      | États-Unis | Best Albums of 2011             | 2011  | 2    |
| Filter      | États-Unis | Top 10 of 2011                  | 2011  | 1    |
| Paste       | États-Unis | The 50 Best Albums of 2011      | 2011  | 9    |
| Pitchfork   | États-Unis | Top 50 Albums of 2011           | 2011  | 3    |
| Popmatters  | États-Unis | The 75 Best Albums of 2011      | 2011  | 5    |
| Spin        | États-Unis | Les 50 meilleurs albums en 2011 | 2011  | 19   |
| Stereogum   | États-Unis | Les 50 meilleurs albums en 2011 | 2011  | 12   |

## Formats et liste des pistes
Toutes les chansons sont composées par Anthony Gonzalez, avec des compositions additionnelles de Justin Meldal-Johnsen et des paroles ajoutées par Yann Gonzalez, Morgan Kibby et Brad Laner.
| CD 1  | CD 1                     | CD 1  | CD 1 | CD 1 | CD 1 | CD 1 | CD 1 | CD 1 | CD 1 |
| No    | Titre                    | Durée |      |      |      |      |      |      |      |
| ----- | ------------------------ | ----- | ---- | ---- | ---- | ---- | ---- | ---- | ---- |
| 1.    | Intro                    | 5:22  |      |      |      |      |      |      |      |
| 2.    | Midnight City            | 4:03  |      |      |      |      |      |      |      |
| 3.    | Reunion                  | 3:55  |      |      |      |      |      |      |      |
| 4.    | Where the Boats Go       | 1:46  |      |      |      |      |      |      |      |
| 5.    | Wait                     | 5:43  |      |      |      |      |      |      |      |
| 6.    | Raconte-moi une histoire | 4:04  |      |      |      |      |      |      |      |
| 7.    | Train to Pluton          | 1:15  |      |      |      |      |      |      |      |
| 8.    | Claudia Lewis            | 4:31  |      |      |      |      |      |      |      |
| 9.    | This Bright Flash        | 2:23  |      |      |      |      |      |      |      |
| 10.   | When Will You Come Home? | 1:23  |      |      |      |      |      |      |      |
| 11.   | Soon, My Friend          | 3:09  |      |      |      |      |      |      |      |
| 37:34 |                          |       |      |      |      |      |      |      |      |

| 1. | Mirror (Piste bonus téléchargeable,) | 5:45 |

| CD 2  | CD 2                        | CD 2  | CD 2 | CD 2 | CD 2 | CD 2 | CD 2 | CD 2 | CD 2 |
| No    | Titre                       | Durée |      |      |      |      |      |      |      |
| ----- | --------------------------- | ----- | ---- | ---- | ---- | ---- | ---- | ---- | ---- |
| 1.    | My Tears Are Becoming a Sea | 2:31  |      |      |      |      |      |      |      |
| 2.    | New Map                     | 4:22  |      |      |      |      |      |      |      |
| 3.    | OK Pal                      | 3:58  |      |      |      |      |      |      |      |
| 4.    | Another Wave from You       | 1:53  |      |      |      |      |      |      |      |
| 5.    | Splendor                    | 5:06  |      |      |      |      |      |      |      |
| 6.    | Year One, One UFO           | 3:17  |      |      |      |      |      |      |      |
| 7.    | Fountains                   | 1:21  |      |      |      |      |      |      |      |
| 8.    | Steve McQueen               | 3:48  |      |      |      |      |      |      |      |
| 9.    | Echoes of Mine              | 3:39  |      |      |      |      |      |      |      |
| 10.   | Klaus I Love You            | 1:44  |      |      |      |      |      |      |      |
| 11.   | Outro                       | 4:07  |      |      |      |      |      |      |      |
| 35:46 |                             |       |      |      |      |      |      |      |      |

Disque 3 édition deluxe
1. Midnight City (Eric Prydz Private remix)
2. Midnight City (Trentemøller remix)
3. Midnight City (Team Ghost remix)
4. Reunion (Mylo remix)
5. Reunion (Sei A remix)
6. Reunion (White Sea remix)
7. Steve McQueen (Maps remix)
8. Steve McQueen (BeatauCue remix)

## Performance dans les hit-parades

### Classements hebdomadaires
| Classement (2011-2012)               | Meilleure place |
| ------------------------------------ | --------------- |
| Australie (ARIA)                     | 37              |
| Belgique (Flandre Ultratop)          | 30              |
| Belgique (Wallonie Ultratop)         | 36              |
| Canada (Canadian Albums Chart)       | 37              |
| Espagne (Promusicae)                 | 70              |
| États-Unis (Billboard 200)           | 15              |
| États-Unis (Alternative Albums)      | 4               |
| États-Unis (Dance/Electronic Albums) | 1               |
| États-Unis (Independent Albums)      | 3               |
| États-Unis (Top Rock Albums)         | 5               |
| France (SNEP)                        | 38              |
| Irlande (Irish Albums Chart)         | 53              |
| Japon (Oricon)                       | 210             |
| Norvège (VG-lista)                   | 18              |
| Pays-Bas (Mega Album Top 100)        | 184             |
| Royaume-Uni (UK Albums Chart)        | 44              |
| Royaume-Uni (UK Indie Chart)         | 7               |
| Suisse (Schweizer Hitparade)         | 65              |

### Classements annuels
| Classement (2011)                    | Position |
| ------------------------------------ | -------- |
| États-Unis (Dance/Electronic Albums) | 21       |
| Classement (2012)                    | Position |
| États-Unis (Dance/Electronic Albums) | 9        |

## Certifications
| Pays              | Certification |
| ----------------- | ------------- |
| France (SNEP)     | Or            |
| Royaume-Uni (BPI) | Or            |